# Cladonotus latiramus
Cladonotus latiramus är en insektsart som beskrevs av Hancock, J.L. 1904. Cladonotus latiramus ingår i släktet Cladonotus och familjen torngräshoppor. Inga underarter finns listade i Catalogue of Life.